# Die Bromelie
Die Bromelie (abreviado Bromelie) es una revista científica con ilustraciones y descripciones botánicas que es publicada en Frankfurt am Main, desde 1981 hasta ahora. Fue precedida por Die Bromelien